# Longines FEI Jumping Nations Cup 2018
Der Longines FEI Jumping Nations Cup 2018 war eine Saison des FEI Nations Cups der Springreiter. Er stand damit in einer über hundert Jahre andauernden Tradition von Nationenpreisturnieren im Springreiten.

## Ablauf der Turnierserie
Nachdem Longines als „offizieller Zeitnehmer“ bereits Sponsor der Nationenpreisserie war, weitete es sein Engagement zum Nations-Cup-Finale 2017 aus. Neben der Global Champions Tour und mehreren Weltcupligen war der Nations Cups damit die dritte Turnierserie der Springreiter, deren Titelsponsor Longines ist. Für die Veranstalter eingeführt wurde eine verbindliche Vorgabe, dass die Turniere den Namen „Longines FEI Jumping Nations Cup™ of…“ tragen mussten, dieser konnte um Zusatzbezeichnungen erweitert werden (üblicherweise um den traditionellen Namen des Turniers).
Die wohl größte Änderung der Saison 2018 stellte die Änderung des Austragungszeitpunkts der Nationenpreise dar: Mit Ausnahme des CSIO Dublin wurde der traditionsreiche Termin an den Freitagnachmittagen aufgegeben. Die Nationenpreise wurden stattdessen zur Steigerung der Zuschauerreichweite am Sonntagnachmittag durchgeführt. Die bisher zu diesem Zeitpunkt ausgerichteten Großen Preise wurden im Gegenzug auf den Freitag verlegt.
Unverändert gab es sieben (theoretische) Divisionen, die über die Welt verteilt sind: Europa 1, Europa 2, Nord- und Zentralamerika, Südamerika, Naher Osten, Asien/Australasien und Afrika. Da in Asien/Australasien, Afrika und Südamerika jedoch keine entsprechenden Nationenpreisturniere durchgeführt wurden, wurden nur vier Ligen ausgerichtet.
Die Europa-Division 1 wurde nach einem Jahr mit acht Mannschaften wieder auf zehn Mannschaften verstärkt, zudem kam es zu zwei Wechseln bei den Austragungsorten. Erstmals waren nicht nur die Etappen der europäischen Topliga, sondern alle Nationenpreise der Nationenpreisserie als CSIO 5*, höchsten Turnierkategorie im Springreiten, ausgeschrieben. Um dies zu erreichen, wurden die nordamerikanischen Nationenpreisturniere aufgewertet. Die Europa-Division 2 hingegen schrumpfte auf einen einzigen Nationenpreis zusammen, für den sich die Mannschaften bei anderen Nationenpreisen qualifizieren mussten.
Bei jedem Nationenpreis des Longines FEI Jumping Nations Cups wurden Wertungspunkte vergeben. Zur Anwendung kam dabei das zur Saison 2014 überarbeitete Punktesystem:
| Platz  | 1   | 2  | 3  | 4  | 5  | 6  | 7  | 8  | 9  | 10 | weitere      |
| Punkte | 100 | 90 | 80 | 70 | 60 | 55 | 50 | 45 | 40 | 35 | keine Punkte |

Die Zahl an Nationenpreisen, bei denen die Mannschaften Punkte sammeln konnten, unterschied sich je nach Division: In der Europa-Division 1 musste jeder nationale Verband zu Beginn der Saison fünf Nationenpreise auswählen. Die Mannschaften der Nord- und Zentralamerika-Division konnten bei allen drei Turnieren der Division Punkte sammeln.
Der Auftakt zur Nationenpreissaison 2018 erfolgte Mitte Februar, der letzte Nationenpreis vor dem Finale fand (rechtzeitig vor den Weltreiterspielen) Mitte August statt. Zum Abschluss der Saison wurde ein Finalturnier ausgerichtet. Als Austragungsort hierfür wurde bereits zum sechsten Mal in Folge Barcelona gewählt. Es qualifizierten sich für das Finale 18 oder 19 Mannschaften: aus Europa 1 sieben, aus Europa 2 zwei, aus Nord- und Zentralamerika zwei, aus Südamerika zwei, aus dem Mittleren Osten zwei oder drei, aus Asien/Australasien zwei und aus Afrika eine Equipe. Soweit sich das Gastgeberland des Finals nicht qualifizierte (was der Fall war), durfte dieses als weitere Mannschaft an den Start gehen.

## Nahost-Division
In nur einem Nationenpreis fiel die Entscheidung der Nahost-Division. Jener Nationenpreis der Vereinigten Arabischen Emirate wurde im Rahmen des CSIO 5*-Turniers President of UAE Show Jumping Cup ausgerichtet. Das Turnier fand vom 14. bis 17. Februar 2018 statt. Austragungsort war anders als im Vorjahr nicht mehr al-Ain, sondern das Al Forsan International Sports Resort in Abu Dhabi.
Das Turnier startete an einem Mittwoch und endete am Samstag. Hauptprüfung des Abschlusstages war der Nationenpreis, der ab 12 Uhr ausgetragen wurde. Acht Mannschaften waren am Start. Nach dem ersten Umlauf lagen mit Saudi-Arabien, Italien, Irland und Neuseeland vier Mannschaften mit je vier Strafpunkten in Führung. Während Italien und Saudi-Arabien mit 16 bzw. 20 Strafpunkten im zweiten Umlauf zurückfielen, wurde zwischen den Mannschaften Irlands und Neuseelands ein Stechen erforderlich. Samantha McIntosh blieb hier fehlerfrei und sicherte damit für Neuseeland den ersten Nationenpreissieg im Springreiten überhaupt.
Die Mannschaften der Vereinigten Arabischen Emirate und Saudi-Arabiens kamen beide auf den vierte Rang und qualifizierten sich damit als beste Mannschaften der Division für das Nationenpreisfinale.
|             | Mannschaft                                     | Reiter                  | Pferd                  | 1. Umlauf   | 2. Umlauf   | Strafpunkte (Gesamt) | Stechen  | Stechen | Preis- geld | Wertungs- punkte |
| Strafpunkte | Mannschaft                                     | Reiter                  | Pferd                  | Strafpunkte | Strafpunkte | Strafpunkte (Gesamt) | Zeit (s) |         | Preis- geld | Wertungs- punkte |
| ----------- | ---------------------------------------------- | ----------------------- | ---------------------- | ----------- | ----------- | -------------------- | -------- | ------- | ----------- | ---------------- |
| 1           | Neuseeland (Mannschaft aus Asien/Australasien) | Daniel Meech            | Fine                   | 8           | 4           |                      |          |         |             |                  |
| 1           | Neuseeland (Mannschaft aus Asien/Australasien) | Richard Gardner         | Calisto                | 4           | 4           |                      |          |         |             |                  |
| 1           | Neuseeland (Mannschaft aus Asien/Australasien) | Bruce Goodin            | Backatorps Danny V     | 0           | 4           |                      |          |         |             |                  |
| 1           | Neuseeland (Mannschaft aus Asien/Australasien) | Samantha McIntosh       | Check In               | 0           | 0           | 0                    | 40,16    |         |             |                  |
| 1           | Neuseeland (Mannschaft aus Asien/Australasien) |                         |                        | 4           | 8           | 12                   | 0        | 40,16   | 64.000 €    | –                |
| 2           | Irland                                         | Cameron Hanley          | Aiyetoro               | 4           | 4           |                      |          |         |             |                  |
| 2           | Irland                                         | David Simpson           | Keoki                  | 0           | 0           |                      |          |         |             |                  |
| 2           | Irland                                         | Paul Kennedy            | Cartown Danger Mouse   | (8)         | 4           |                      |          |         |             |                  |
| 2           | Irland                                         | Shane Breen             | Laith                  | 0           | (8)         | 17                   | 51,79    |         |             |                  |
| 2           | Irland                                         |                         |                        | 4           | 8           | 12                   | 17       | 51,79   | 40.000 €    | –                |
| 3           | Italien (Mannschaft aus der Europa-Division 1) | Luca Maria Moneta       | Connery                | 4           | 0           |                      |          |         |             |                  |
| 3           | Italien (Mannschaft aus der Europa-Division 1) | Luca Coata              | Crandessa              | 0           | 8           |                      |          |         |             |                  |
| 3           | Italien (Mannschaft aus der Europa-Division 1) | Simone Coata            | Dardonge               | (12)        | (8)         |                      |          |         |             |                  |
| 3           | Italien (Mannschaft aus der Europa-Division 1) | Natale Chiaudani        | Almero                 | 0           | 8           |                      |          |         |             |                  |
| 3           | Italien (Mannschaft aus der Europa-Division 1) |                         |                        | 4           | 16          | 20                   |          |         | 32.000 €    | –                |
| 4           | Vereinigte Arabische Emirate                   |                         |                        | 11          | 12          | 24                   |          |         | 17.000 €    | 65               |
| 4           | Saudi-Arabien                                  |                         |                        | 4           | 20          | 24                   |          |         | 17.000 €    | 65               |
| 4           | Schweiz (Mannschaft aus der Europa-Division 1) | Janika Sprunger         | Bacardi                | 4           | 0           |                      |          |         |             |                  |
| 4           | Schweiz (Mannschaft aus der Europa-Division 1) | Edwin Smits             | Dandiego               | 12          | 8           |                      |          |         |             |                  |
| 4           | Schweiz (Mannschaft aus der Europa-Division 1) | Philipp Züger           | Casanova               | (16)        | 0           |                      |          |         |             |                  |
| 4           | Schweiz (Mannschaft aus der Europa-Division 1) | Arthur Gustavo da Silva | Inonstop van't Voorhof | 0           | (8)         |                      |          |         |             |                  |
| 4           | Schweiz (Mannschaft aus der Europa-Division 1) |                         |                        | 16          | 8           | 24                   |          |         | 17.000 €    | –                |
| 7           | Ägypten (Mannschaft aus Afrika)                |                         |                        | 16          | 20          | 36                   |          |         | 8.000 €     | –                |
| 8           | Syrien                                         |                         |                        | 26          | 16          | 42                   |          |         | 5.000 €     | 45               |

(Ausgeklammerte Strafpunkte zählen als Streichergebnis nicht für das Mannschaftsergebnis)

## Nord- und Zentralamerikadivision
Der Turnierkalender der Nord- und Zentralamerikadivision (vollständiger Name: North and Central America & Caribbean Division) umfasste erneut drei Nationenpreisturniere, die alle in der ersten Jahreshälfte durchgeführt wurden.

### Nationenpreis der Vereinigten Staaten
Einen Tag nach dem Nationenpreis von Abu Dhabi wurde der US-amerikanische Nationenpreis durchgeführt. Dieser fand zum vierten Mal in Folge in der selbsternannten Horse Capital of the World, Ocala, statt. Das CSIO 4*-Nationenpreisturnier wurde auf der HITS Post Time Farm als fünfte Woche der hier ausgetragenen Turnierserie Ocala Winter Circuit vom 14. bis 17. Februar 2018 durchgeführt.
Das Preisgeld im Nationenpreis von Ocala war im Vergleich zum Vorjahr deutlich erhöht worden, statt 100.000 US$ betrug die Dotierung nun 450.000 US$.
Nach dem ersten Umlauf lagen die Mannschaften Kanadas und Deutschlands gleichauf in Führung. Der zweite Umlauf verlief hingegen unglücklich für die deutschen Reiter: Christian Heineking schied aus. André Thieme und Markus Beerbaum kamen auf jeweils 12 Strafpunkte, die aufgrund des bereits vergebenen Streichergebnisses voll in die Wertung eingingen. Damit fiel die Equipe auf den fünften Platz zurück. Mit den einzigen beiden Doppel-Nullrunden von Ian Millar und Eric Lamaze sicherten sich die Kanadier den Sieg.
|             | Mannschaft                                         | Reiter                     | Pferd                  | 1. Umlauf   | 2. Umlauf   | Strafpunkte (Gesamt) | Stechen  | Stechen | Preis- geld    | Wertungs- punkte |
| Strafpunkte | Mannschaft                                         | Reiter                     | Pferd                  | Strafpunkte | Strafpunkte | Strafpunkte (Gesamt) | Zeit (s) |         | Preis- geld    | Wertungs- punkte |
| ----------- | -------------------------------------------------- | -------------------------- | ---------------------- | ----------- | ----------- | -------------------- | -------- | ------- | -------------- | ---------------- |
| 1           | Kanada                                             | Francois Lamontagne        | Chanel du Calvaire     | 5           | 4           |                      |          |         |                |                  |
| 1           | Kanada                                             | Tiffany Foster             | Brighton               | 4           | (16)        |                      |          |         |                |                  |
| 1           | Kanada                                             | Ian Millar                 | Dixson                 | 0           | 0           |                      |          |         |                |                  |
| 1           | Kanada                                             | Eric Lamaze                | Coco Bongo             | 0           | 0           |                      |          |         |                |                  |
| 1           | Kanada                                             |                            |                        | 4           | 4           | 8                    |          |         | 128.694,17 US$ | 100              |
| 2           | Brasilien (Mannschaft aus Südamerika)              | Felipe Amaral              | Premiere Carthoes      | 8           | 0           |                      |          |         |                |                  |
| 2           | Brasilien (Mannschaft aus Südamerika)              | Fabio Leivas da Costa      | Fox Trot vd Padenborre | (16)        | (12)        |                      |          |         |                |                  |
| 2           | Brasilien (Mannschaft aus Südamerika)              | Rodrigo Lambre             | Coleman                | 0           | 4           |                      |          |         |                |                  |
| 2           | Brasilien (Mannschaft aus Südamerika)              | Yuri Mansur                | Inferno                | 0           | 4           |                      |          |         |                |                  |
| 2           | Brasilien (Mannschaft aus Südamerika)              |                            |                        | 8           | 8           | 16                   |          |         | 82.014,17 US$  | –                |
| 3           | Irland (Mannschaft aus der Europa-Division 1)      | Daniel Coyle               | Cita                   | (8)         | (4)         |                      |          |         |                |                  |
| 3           | Irland (Mannschaft aus der Europa-Division 1)      | Paul O’Shea                | Machu Picchu           | 4           | 4           |                      |          |         |                |                  |
| 3           | Irland (Mannschaft aus der Europa-Division 1)      | Darragh Kenny              | Go Easy de Muze        | 8           | 4           |                      |          |         |                |                  |
| 3           | Irland (Mannschaft aus der Europa-Division 1)      | Cian O’Connor              | Clenur                 | 4           | 0           |                      |          |         |                |                  |
| 3           | Irland (Mannschaft aus der Europa-Division 1)      |                            |                        | 16          | 8           | 24                   |          |         | 58.674,17 US$  | –                |
| 3           | Vereinigte Staaten                                 | Lauren Hough               | Ohlala                 | 8           | 0           |                      |          |         |                |                  |
| 3           | Vereinigte Staaten                                 | Laura Kraut                | Confu                  | 4           | 4           |                      |          |         |                |                  |
| 3           | Vereinigte Staaten                                 | McLain Ward                | Callas                 | (12)        | (12)        |                      |          |         |                |                  |
| 3           | Vereinigte Staaten                                 | Beezie Madden              | Darry Lou              | 4           | 4           |                      |          |         |                |                  |
| 3           | Vereinigte Staaten                                 |                            |                        | 16          | 8           | 24                   |          |         | 58.674,17 US$  | 75               |
| 5           | Deutschland (Mannschaft aus der Europa-Division 1) | André Thieme               | Conthendrix            | 0           | 12          |                      |          |         |                |                  |
| 5           | Deutschland (Mannschaft aus der Europa-Division 1) | Christian Heineking        | Caruso                 | (5)         | (AUSG)      |                      |          |         |                |                  |
| 5           | Deutschland (Mannschaft aus der Europa-Division 1) | Markus Beerbaum            | Cool Hand Luke         | 4           | 12          |                      |          |         |                |                  |
| 5           | Deutschland (Mannschaft aus der Europa-Division 1) | Meredith Michaels-Beerbaum | Daisy                  | 0           | 4           |                      |          |         |                |                  |
| 5           | Deutschland (Mannschaft aus der Europa-Division 1) |                            |                        | 4           | 28          | 32                   |          |         | 35.334,17 US$  | –                |
| 6           | Mexiko                                             |                            |                        | 26          | 14          | 40                   |          |         | 25.609,17 US$  | 55               |

(Ausgeklammerte Strafpunkte zählen als Streichergebnis nicht für das Mannschaftsergebnis)

### Nationenpreis von Mexiko
Vom 18. bis 22. April 2018 wurde das mexikanische Nationenpreisturnier ausgerichtet. Durchgeführt wurde das CSIO 5*-Turnier im Club Hipico Coapexpan in Xalapa.
Der Nationenpreis stand am 22. April ab 13:00 Uhr Ortszeit auf dem Programm. Auch hier wurde des Preisgeld deutlich erhöht, von 1.700.000 Mexikanischen Pesos auf 5.690.000 Pesos (ca. 250.000 Euro). Am Start waren drei Mannschaften. Die Equipe der Gastgeber blieb im zweiten Umlauf ohne Fehler, doch aufgrund von 21 Strafpunkten aus dem ersten Umlauf kam Mexiko nicht über den letzten Platz hinaus. Kanada musste seinen letzten Reiter im zweiten Umlauf gar nicht mehr an den Start bringen, nach drei Reitern stand der zweite kanadische Sieg in der Nord- und Zentralamerikadivision fest.
|             | Mannschaft         | Reiter                          | Pferd           | 1. Umlauf   | 2. Umlauf   | Strafpunkte (Gesamt) | Stechen  | Stechen | Preis- geld   | Wertungs- punkte |
| Strafpunkte | Mannschaft         | Reiter                          | Pferd           | Strafpunkte | Strafpunkte | Strafpunkte (Gesamt) | Zeit (s) |         | Preis- geld   | Wertungs- punkte |
| ----------- | ------------------ | ------------------------------- | --------------- | ----------- | ----------- | -------------------- | -------- | ------- | ------------- | ---------------- |
| 1           | Kanada             | Laura Jane Tidball              | Concetto Son    | 4           | 4           |                      |          |         |               |                  |
| 1           | Kanada             | Jenn Serek                      | Wicked          | (8)         | 4           |                      |          |         |               |                  |
| 1           | Kanada             | Jonathon Millar                 | Daveau          | 0           | 0           |                      |          |         |               |                  |
| 1           | Kanada             | Keean White                     | For Freedom Z   | 4           | (N.GES.)    |                      |          |         |               |                  |
| 1           | Kanada             |                                 |                 | 8           | 8           | 16                   |          |         | 1.941.334 MXN | 100              |
| 2           | Vereinigte Staaten | Alex Granato                    | Carlchen W      | 0           | 0           |                      |          |         |               |                  |
| 2           | Vereinigte Staaten | Kelly Soleau                    | Cacharel        | 4           | 4           |                      |          |         |               |                  |
| 2           | Vereinigte Staaten | Jennifer Gates                  | Pumped Up Kicks | (12)        | (8)         |                      |          |         |               |                  |
| 2           | Vereinigte Staaten | Ali Wolff                       | Casall          | 5           | 4           |                      |          |         |               |                  |
| 2           | Vereinigte Staaten |                                 |                 | 9           | 8           | 17                   |          |         | 1.395.333 MXN | 90               |
| 3           | Mexiko             | Patricio Pasquel                | Babel           | (12)        | 0           |                      |          |         |               |                  |
| 3           | Mexiko             | Salvador Oñate                  | Big Red         | 8           | (4)         |                      |          |         |               |                  |
| 3           | Mexiko             | Luis Alejandro Plascencia Oñate | Davinci         | 5           | 0           |                      |          |         |               |                  |
| 3           | Mexiko             | Jose Antonio Chedraui Eguia     | Ninloubet       | 8           | 0           |                      |          |         |               |                  |
| 3           | Mexiko             |                                 |                 | 21          | 0           | 21                   |          |         | 1.213.333 MXN | 80               |

(Ausgeklammerte Strafpunkte zählen als Streichergebnis nicht für das Mannschaftsergebnis)

### Nationenpreis von Kanada
In Kanada werden zwei Nationenpreisturniere im Springreiten ausgetragen, jenes in Langley (British Columbia) ist Teil des Longines FEI Jumping Nations Cups. Das als CSIO 5* ausgeschriebene Turnier wurde vom 30. Mai bis 3. Juni 2018 im Thunderbird Show Park durchgeführt.
Letzte Prüfung des Turniers war der ab 14 Uhr ausgerichtete Nationenpreis. Nach dem ersten Umlauf war die Prüfung fast schon entschieden: Irland führte mit 11 Strafpunkten Vorsprung vor Kanada, die übrigen drei Mannschaften kam gar auf 20 und mehr Strafpunkte. Kanadas Equipe konnte sich im zweiten Umlauf nochmals steigern, obwohl sie nur noch mit drei Reitern am Start war. Doch Irland konnte seine Führung halten und sicherte sich den Sieg in der Prüfung.
|             | Mannschaft                                    | Reiter                   | Pferd          | 1. Umlauf   | 2. Umlauf   | Strafpunkte (Gesamt) | Stechen  | Stechen | Preis- geld | Wertungs- punkte |
| Strafpunkte | Mannschaft                                    | Reiter                   | Pferd          | Strafpunkte | Strafpunkte | Strafpunkte (Gesamt) | Zeit (s) |         | Preis- geld | Wertungs- punkte |
| ----------- | --------------------------------------------- | ------------------------ | -------------- | ----------- | ----------- | -------------------- | -------- | ------- | ----------- | ---------------- |
| 1           | Irland (Mannschaft aus der Europa-Division 1) | Richie Moloney           | Carrabis Z     | 0           | 0           |                      |          |         |             |                  |
| 1           | Irland (Mannschaft aus der Europa-Division 1) | Capt. Brian Cournane     | Dino           | 1           | 9           |                      |          |         |             |                  |
| 1           | Irland (Mannschaft aus der Europa-Division 1) | Daniel Coyle             | Cita           | (13)        | 1           |                      |          |         |             |                  |
| 1           | Irland (Mannschaft aus der Europa-Division 1) | Conor Swail              | Rubens         | 1           | (N.GES.)    |                      |          |         |             |                  |
| 1           | Irland (Mannschaft aus der Europa-Division 1) |                          |                | 2           | 10          | 12                   |          |         | 123.200 C $ | –                |
| 2           | Kanada                                        | Tiffany Foster           | Victor         | 0           | 0           |                      |          |         |             |                  |
| 2           | Kanada                                        | Keean White              | For Freedom Z  | (AUSG)      | (N.GES.)    |                      |          |         |             |                  |
| 2           | Kanada                                        | Jonathon Millar          | Daveau         | 8           | 1           |                      |          |         |             |                  |
| 2           | Kanada                                        | Mario Deslauriers        | Bardolina      | 5           | 4           |                      |          |         |             |                  |
| 2           | Kanada                                        |                          |                | 13          | 5           | 18                   |          |         | 76.800 C $  | 90               |
| 3           | Mexiko                                        | Lorenza O’Farrill        | Queens Darling | 5           | (16)        |                      |          |         |             |                  |
| 3           | Mexiko                                        | Eugenio Garza Pérez      | Coupis         | (17)        | 0           |                      |          |         |             |                  |
| 3           | Mexiko                                        | Patricio Pasquel         | Babel          | 10          | 5           |                      |          |         |             |                  |
| 3           | Mexiko                                        | Fernando Martínez Sommer | Cor Bakker     | 5           | 0           |                      |          |         |             |                  |
| 3           | Mexiko                                        |                          |                | 20          | 5           | 25                   |          |         | 56.000 C $  | 80               |
| 4           | Vereinigte Staaten                            |                          |                | 23          | 11          | 34                   |          |         | 38.400 C $  | 70               |
| 5           | Brasilien (Mannschaft aus Südamerika)         |                          |                | 31          | 9           | 40                   |          |         | 25.600 C $  | –                |

(Ausgeklammerte Strafpunkte zählen als Streichergebnis nicht für das Mannschaftsergebnis)

### Gesamtwertung Nord- und Zentralamerikadivision
Zwei Siege und ein zweiter Platz brachten Kanada die klare Spitzenposition in der Gesamtwertung der Division. Der zweiten Startplatz beim Nations-Cup-Finale in Barcelona ging an die Vereinigten Staaten.
|   |                    | USA | MEX | CAN | Wertungs- punkte |
| - | ------------------ | --- | --- | --- | ---------------- |
| 1 | Kanada             | 100 | 100 | 90  | 290              |
| 2 | Vereinigte Staaten | 75  | 90  | 70  | 235              |
| 3 | Mexiko             | 55  | 80  | 80  | 215              |

## Europa-Division 1
Nach nur einem Jahr mit acht Mannschaften wuchs die Europa-Division 1 wieder auf zehn Equipen an. Somit waren die Anforderung, um in der Division zu bleiben bzw. in sie aufzusteigen, weniger anspruchsvoll:
1. Alle Mannschaften der Europa-Division 1 des Vorjahres (Niederlande, Italien, Frankreich, Schweiz, Deutschland, Schweden, Irland und Spanien)
2. Die zwei Mannschaften aus der Europa-Division 2 beim Nations-Cup-Finale 2017, soweit sie an der Abschlussprüfung oder der Trostprüfung des Nations-Cup-Finals 2017 teilgenommen hatten (Belgien und Großbritannien)[3]

### Nationenpreis der Slowakei
Ihren Auftakt hatte die Europa-Division 1 bei einer neuen Etappe: Nachdem feststand, dass das belgische Nationenpreisturnier in Lummen nicht mehr durchgeführt wird, wurde der slowakische Nationenpreis in die europäische Topliga aufgenommen. Das Turnier fand bis zum Jahr 2015 in der Hauptstadt Bratislava statt, im Jahr 2016 zog es ins 25 Kilometer entfernte Šamorín. Austragungsort dort ist die 2014 errichtete Hippo Arena Šamorín, die das Herzstück des Sportkomplexes X-BIONIC SPHERE bildet und bereits aus Standort für die Durchführung von Weltreiterspielen im Gespräch war.
Das Turnier fand vom 26. bis 29. April 2018 statt. Ausgerichtet wurde Nationenpreis am Schlusstag ab 13 Uhr. Bereits nach dem ersten Umlauf lag die Schweiz ohne Strafpunkte in Führung, Italien folgte mit vier Strafpunkten auf Rang zwei. Diese Ausgangslage konnten die Schweizer auch im zweiten Umlauf nutzen: Nachdem die vierten Reiter der übrigen Equipen gestartet waren, stand der Schweizer Sieg bereits fest. Die Eidgenossen brauchten ihren letzten Reiter gar nicht mehr an den Start bringen. Gut verlief der zweite Umlauf auch für die deutsche Mannschaft, man kam nur auf vier Strafpunkte. Doch nachdem man im ersten Umlauf 20 Strafpunkte erhalten hatte, konnte Deutschland sich von der Platzierung her nicht verbessern, es blieb beim vorletzten Platz.
|             | Mannschaft                            | Reiter                            | Pferd                     | 1. Umlauf   | 2. Umlauf   | Strafpunkte (Gesamt) | Stechen  | Stechen | Preis- geld | Wertungs- punkte |
| Strafpunkte | Mannschaft                            | Reiter                            | Pferd                     | Strafpunkte | Strafpunkte | Strafpunkte (Gesamt) | Zeit (s) |         | Preis- geld | Wertungs- punkte |
| ----------- | ------------------------------------- | --------------------------------- | ------------------------- | ----------- | ----------- | -------------------- | -------- | ------- | ----------- | ---------------- |
| 1           | Schweiz                               | Werner Muff                       | Daimler                   | 0           | 4           |                      |          |         |             |                  |
| 1           | Schweiz                               | Paul Estermann                    | Curtis Sitte              | (8)         | 5           |                      |          |         |             |                  |
| 1           | Schweiz                               | Martin Fuchs                      | Chaplin                   | 0           | 0           |                      |          |         |             |                  |
| 1           | Schweiz                               | Steve Guerdat                     | Hannah                    | 0           | (N.GES.)    |                      |          |         |             |                  |
| 1           | Schweiz                               |                                   |                           | 4           | 9           | 9                    |          |         | 64.000 €    | 100              |
| 2           | Irland                                | Shane Breen                       | Ipswich van de Wolfsakker | (12)        | 4           |                      |          |         |             |                  |
| 2           | Irland                                | Mark McAuley                      | Utchan de Belheme         | 1           | (8)         |                      |          |         |             |                  |
| 2           | Irland                                | Paul O’Shea                       | Machu Picchu              | 0           | 0           |                      |          |         |             |                  |
| 2           | Irland                                | Shane Sweetnam                    | Chaqui Z                  | 4           | 4           |                      |          |         |             |                  |
| 2           | Irland                                |                                   |                           | 5           | 8           | 13                   |          |         | 40.000 €    | 90               |
| 3           | Belgien                               | Nicola Philippaerts               | Chilli Willi              | 0           | 0           |                      |          |         |             |                  |
| 3           | Belgien                               | Wilm Vermeir                      | IQ van het Steentje       | 4           | 0           |                      |          |         |             |                  |
| 3           | Belgien                               | Jos Verlooy                       | Caracas                   | 4           | 8           |                      |          |         |             |                  |
| 3           | Belgien                               | Pieter Devos                      | Claire Z                  | (8)         | (9)         |                      |          |         |             |                  |
| 3           | Belgien                               |                                   |                           | 8           | 8           | 16                   |          |         | 32.000 €    | 80               |
| 4           | Brasilien (Mannschaft aus Südamerika) |                                   |                           | 5           | 13          | 18                   |          |         | 24.000 €    | –                |
| 5           | Italien                               |                                   |                           | 4           | 16          | 20                   |          |         | 13.500 €    | 57,5             |
| 5           | Schweden                              |                                   |                           | 8           | 12          | 20                   |          |         | 13.500 €    | 57,5             |
| 7           | Deutschland                           | André Thieme                      | Conthendrix               | (13)        | (8)         |                      |          |         |             |                  |
| 7           | Deutschland                           | Janne Friederike Meyer-Zimmermann | Goja                      | 8           | 0           |                      |          |         |             |                  |
| 7           | Deutschland                           | Laura Klaphake                    | Catch me if you can       | 4           | 4           |                      |          |         |             |                  |
| 7           | Deutschland                           | Philipp Weishaupt                 | Asathir                   | 8           | 0           |                      |          |         |             |                  |
| 7           | Deutschland                           |                                   |                           | 20          | 4           | 24                   |          |         | 8.000 €     | 50               |
| 8           | Spanien                               |                                   |                           | 26          | 12          | 38                   |          |         | 5.000 €     | 45               |

(Ausgeklammerte Strafpunkte zählen als Streichergebnis nicht für das Mannschaftsergebnis)

### Nationenpreis von Frankreich
Die zweite Etappe der Nationenpreisserie war der französische Nationenpreis. Dieser wurde im Rahmen des CSIO 5* von La Baule-Escoublac ausgerichtet, das Turnier fand vom 17. bis 20. Mai 2018 statt.
Der Nationenpreis stand am 20. Mai ab 13 Uhr auf dem Programm. Mit einem Ergebnis von nur zwei Zeitstrafpunkten lag Brasilien nach dem ersten Umlauf in Führung. Doch das Feld lag noch eng zusammen: Die Niederlande und Spanien folgten mit vier Strafpunkten, die Schweiz, Deutschland und Irland mit fünf.
Im zweiten Umlauf erhöhte jeweils nur die vier Strafpunkte eines Hindernisfehlers das Ergebnis der Niederlande und der Schweiz. Die brasilianische Equipe bekam fünf Strafpunkte, aufgrund des Vorsprungs aus dem ersten Umlauf reichte dies knapp für den Sieg.
|             | Mannschaft                                                   | Reiter                       | Pferd                    | 1. Umlauf   | 2. Umlauf   | Strafpunkte (Gesamt) | Stechen  | Stechen | Preis- geld | Wertungs- punkte |
| Strafpunkte | Mannschaft                                                   | Reiter                       | Pferd                    | Strafpunkte | Strafpunkte | Strafpunkte (Gesamt) | Zeit (s) |         | Preis- geld | Wertungs- punkte |
| ----------- | ------------------------------------------------------------ | ---------------------------- | ------------------------ | ----------- | ----------- | -------------------- | -------- | ------- | ----------- | ---------------- |
| 1           | Brasilien (Mannschaft aus Südamerika)                        | Luiz Felipe de Azevedo filho | Chaccomo                 | 1           | 1           |                      |          |         |             |                  |
| 1           | Brasilien (Mannschaft aus Südamerika)                        | Felipe Amaral                | Germanico T              | (5)         | (9)         |                      |          |         |             |                  |
| 1           | Brasilien (Mannschaft aus Südamerika)                        | Yuri Mansur                  | Vitiki                   | 0           | 4           |                      |          |         |             |                  |
| 1           | Brasilien (Mannschaft aus Südamerika)                        | Pedro Veniss                 | Quabri de l'Isle         | 1           | 0           |                      |          |         |             |                  |
| 1           | Brasilien (Mannschaft aus Südamerika)                        |                              |                          | 2           | 5           | 7                    |          |         | 64.000 €    | –                |
| 2           | Niederlande                                                  | Jur Vrieling                 | Glasgow van't Merelsnest | 4           | (9)         |                      |          |         |             |                  |
| 2           | Niederlande                                                  | Frank Schuttert              | Chianti's Champion       | 0           | 4           |                      |          |         |             |                  |
| 2           | Niederlande                                                  | Marc Houtzager               | Calimero                 | (5)         | 0           |                      |          |         |             |                  |
| 2           | Niederlande                                                  | Harrie Smolders              | Don Z                    | 0           | 0           |                      |          |         |             |                  |
| 2           | Niederlande                                                  |                              |                          | 4           | 4           | 8                    |          |         | 40.000 €    | 90               |
| 3           | Schweiz                                                      | Werner Muff                  | Daimler                  | 4           | (11)        |                      |          |         |             |                  |
| 3           | Schweiz                                                      | Paul Estermann               | Lord Pepsi               | 0           | 4           |                      |          |         |             |                  |
| 3           | Schweiz                                                      | Alain Jufer                  | Tic Tac                  | 1           | 0           |                      |          |         |             |                  |
| 3           | Schweiz                                                      | Steve Guerdat                | Hannah                   | (8)         | 0           |                      |          |         |             |                  |
| 3           | Schweiz                                                      |                              |                          | 5           | 4           | 9                    |          |         | 32.000 €    | 80               |
| 4           | Spanien                                                      |                              |                          | 4           | 8           | 12                   |          |         | 24.000 €    | 70               |
| 5           | Deutschland                                                  | Marcus Ehning                | Pret a Tout              | 0           | 4           |                      |          |         |             |                  |
| 5           | Deutschland                                                  | Meredith Michaels-Beerbaum   | Calle                    | (12)        | (8)         |                      |          |         |             |                  |
| 5           | Deutschland                                                  | Markus Beerbaum              | Cool Hand Luke           | 5           | 5           |                      |          |         |             |                  |
| 5           | Deutschland                                                  | Maurice Tebbel               | Chaccos' Son             | 0           | 0           |                      |          |         |             |                  |
| 5           | Deutschland                                                  |                              |                          | 5           | 9           | 14                   |          |         | 16.000 €    | 60               |
| 6           | Irland                                                       |                              |                          | 5           | 12          | 17                   |          |         | 11.000 €    | 55               |
| 7           | Frankreich                                                   |                              |                          | 8           | 12          | 20                   |          |         | 8.000 €     | 50               |
| 8           | Kanada (Mannschaft aus der Nord- und Zentralamerikadivision) |                              |                          | 10          | 25          | 35                   |          |         | 5.000 €     | –                |

(Ausgeklammerte Strafpunkte zählen als Streichergebnis nicht für das Mannschaftsergebnis)

### Nationenpreis der Schweiz

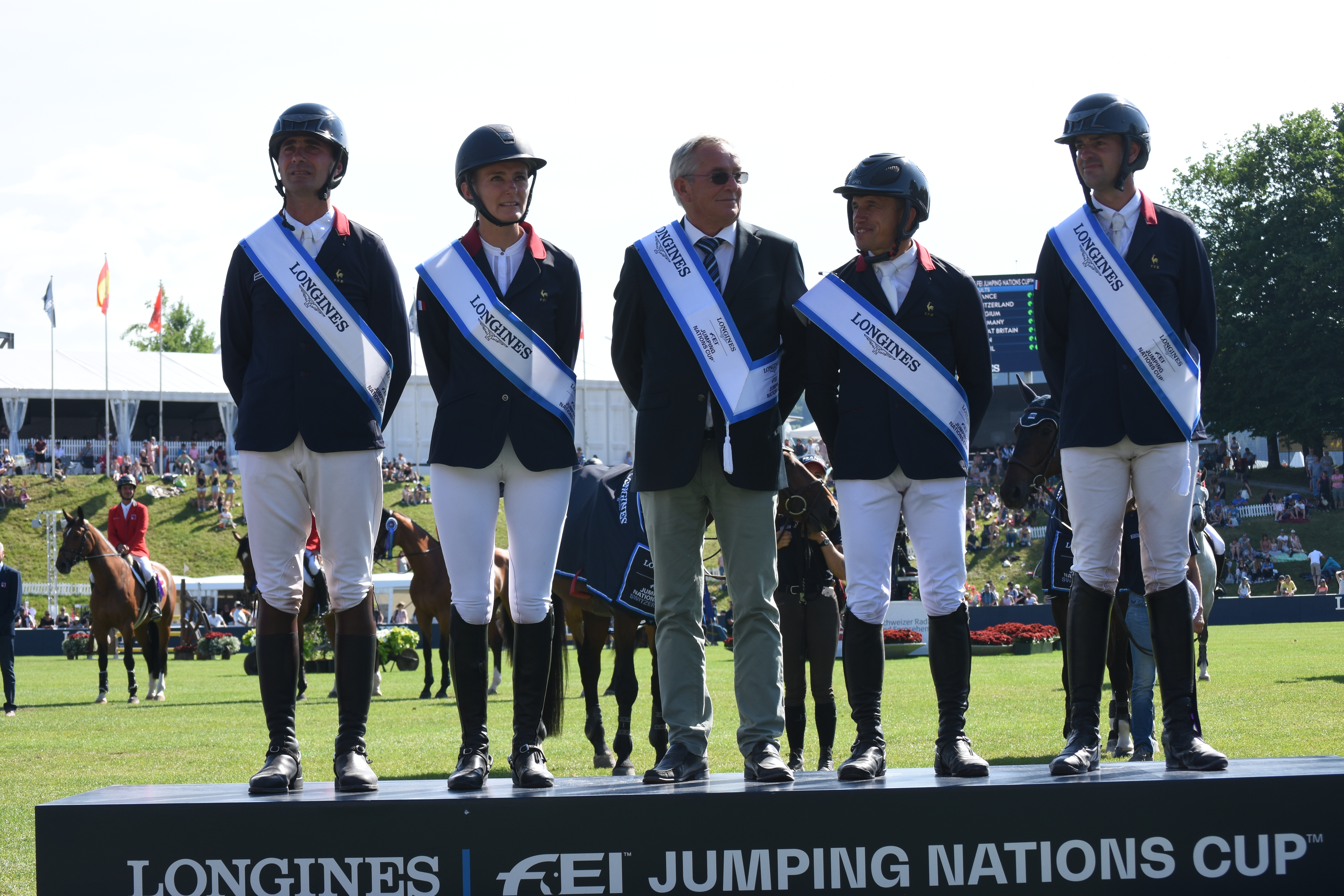
Frankreichs siegreiche Equipe im Nationenpreis von St. Gallen

Austragungsort der Schweizer Etappe des Nations Cups ist St. Gallen. Der CSIO Schweiz, das Nationenpreisturnier der Schweiz, fand vom 31. Mai bis 3. Juni 2018 im Stadion Gründenmoos statt.
Im ersten Umlauf des Nationenpreises, der am 3. Juni ab 14 Uhr ausgerichtet wurde, kam es zu einer großen Zahl in Fehlern, nur drei Nationen hatten ein einstelliges Mannschaftsergebnis. Es waren nur sieben Equipen am Start, nachdem Samantha McIntosh ihr Pferd aus gesundheitlichen Gründen zurückgezogen hatte und damit die Mannschaft Neuseelands nicht zustande kam. Klar in Führung lag Frankreich, und dies änderte sich auch im zweiten Umlauf nicht: In beiden Umläufen blieben die ersten drei französischen Reiter mit ihren Pferden ohne Fehler, so dass Olivier Robert als Schlussreiter überhaupt nicht mehr an den Start gehen musste. Im zweiten Umlauf ebenso fehlerfrei blieben die Equipen von Großbritannien und Deutschland. Aufgrund der Strafpunktzahl aus dem ersten Umlauf reichte es für diese Mannschaften dennoch nur für die Plätze vier und fünf.
|             | Mannschaft                            | Reiter                            | Pferd                 | 1. Umlauf   | 2. Umlauf   | Strafpunkte (Gesamt) | Stechen  | Stechen | Preis- geld | Wertungs- punkte |
| Strafpunkte | Mannschaft                            | Reiter                            | Pferd                 | Strafpunkte | Strafpunkte | Strafpunkte (Gesamt) | Zeit (s) |         | Preis- geld | Wertungs- punkte |
| ----------- | ------------------------------------- | --------------------------------- | --------------------- | ----------- | ----------- | -------------------- | -------- | ------- | ----------- | ---------------- |
| 1           | Frankreich                            | Mathieu Billot                    | Shiva d'Amaury        | 0           | 0           |                      |          |         |             |                  |
| 1           | Frankreich                            | Alexandra Francart                | Volnay du Boisdeville | 0           | 0           |                      |          |         |             |                  |
| 1           | Frankreich                            | Nicolas Delmotte                  | Ilex                  | 0           | 0           |                      |          |         |             |                  |
| 1           | Frankreich                            | Olivier Robert                    | Eros                  | (N.GES.)    | (N.GES.)    |                      |          |         |             |                  |
| 1           | Frankreich                            |                                   |                       | 0           | 0           | 0                    |          |         | 64.715 €    | 100              |
| 2           | Schweiz                               | Werner Muff                       | Daimler               | 4           | 0           |                      |          |         |             |                  |
| 2           | Schweiz                               | Beat Mändli                       | Dsarie                | (4)         | 4           |                      |          |         |             |                  |
| 2           | Schweiz                               | Steve Guerdat                     | Bianca                | 0           | 0           |                      |          |         |             |                  |
| 2           | Schweiz                               | Martin Fuchs                      | Chaplin               | 0           | (AUFG)      |                      |          |         |             |                  |
| 2           | Schweiz                               |                                   |                       | 4           | 4           | 8                    |          |         | 40.715 €    | 90               |
| 3           | Belgien                               | Yves Vanderhasselt                | Jeunesse              | 1           | 0           |                      |          |         |             |                  |
| 3           | Belgien                               | François Mathy Jr                 | Uno de la Roque       | 0           | (8)         |                      |          |         |             |                  |
| 3           | Belgien                               | Christophe Vanderhasselt          | Identity Vitseroel    | (16)        | 0           |                      |          |         |             |                  |
| 3           | Belgien                               | Wilm Vermeir                      | IQ van het Steentje   | 8           | 4           |                      |          |         |             |                  |
| 3           | Belgien                               |                                   |                       | 9           | 4           | 13                   |          |         | 32.715 €    | 80               |
| 4           | Deutschland                           | Janne Friederike Meyer-Zimmermann | Goja                  | 8           | 0           |                      |          |         |             |                  |
| 4           | Deutschland                           | Christian Kukuk                   | Lukas                 | 4           | 0           |                      |          |         |             |                  |
| 4           | Deutschland                           | Hans-Dieter Dreher                | Berlinda              | 4           | 0           |                      |          |         |             |                  |
| 4           | Deutschland                           | Marcus Ehning                     | Pret a Tout           | (8)         | (AUFG)      |                      |          |         |             |                  |
| 4           | Deutschland                           |                                   |                       | 16          | 0           | 16                   |          |         | 24.715 €    | 70               |
| 5           | Großbritannien                        |                                   |                       | 17          | 0           | 17                   |          |         | 16.715 €    | 60               |
| 6           | Spanien                               |                                   |                       | 16          | 4           | 20                   |          |         | 11.715 €    | 55               |
| 7           | Brasilien (Mannschaft aus Südamerika) |                                   |                       | 5           | 13          | 18                   |          |         | 8.715 €     | –                |

(Ausgeklammerte Strafpunkte zählen als Streichergebnis nicht für das Mannschaftsergebnis)

### Nationenpreis von Polen
Bereits seit 2015 wird das polnische Nationenpreisturnier in Sopot als CSIO 5*-Turnier ausgetragen. Im Jahr 2018 war es erstmals Teil der Europa-Division 1 und ersetzte damit den CSIO Rom. Austragungsort des 14. bis 17. Juni 2018 durchgeführten Turniers war das direkt an der Stadtgrenze zu Danzig gelegene Hipodrom Sopot.
Belgien lag im Nationenpreis am Turniersonntag nach dem ersten Umlauf mit nur einem Zeitfehler in Führung, Schweden folgte mit einem Hindernisfehler auf Rang zwei. Nachdem die deutsche Equipe nach dem ersten Umlauf mit acht Strafpunkten noch im Mittelfeld der acht Mannschaften gelegen war, setzte sich im zweiten Umlauf der Misserfolg der vorherigen Etappen fort. Alle vier Reiter kamen auf je acht Strafpunkte, damit fiel Deutschland auf den letzten Platz zurück. Auch Schweden fiel aufgrund von 20 weiteren Strafpunkten zurück. Belgiens Reiter hingegen bestätigten ihre aktuelle hohe Leistungsdichte im Springreiten. Ihr letztes Starterpaar brauchte Equipechef Peter Weinberg gar nicht mehr an den Start bringen, der Sieg stand bereits fest.
|             | Mannschaft                                                               | Reiter                            | Pferd                          | 1. Umlauf   | 2. Umlauf   | Strafpunkte (Gesamt) | Stechen  | Stechen | Preis- geld | Wertungs- punkte |
| Strafpunkte | Mannschaft                                                               | Reiter                            | Pferd                          | Strafpunkte | Strafpunkte | Strafpunkte (Gesamt) | Zeit (s) |         | Preis- geld | Wertungs- punkte |
| ----------- | ------------------------------------------------------------------------ | --------------------------------- | ------------------------------ | ----------- | ----------- | -------------------- | -------- | ------- | ----------- | ---------------- |
| 1           | Belgien                                                                  | Olivier Philippaerts              | Ikker                          | 0           | 8           |                      |          |         |             |                  |
| 1           | Belgien                                                                  | Pieter Devos                      | Claire Z                       | (4)         | 0           |                      |          |         |             |                  |
| 1           | Belgien                                                                  | Jérôme Guery                      | Garfield de Tiji des Templiers | 0           | 4           |                      |          |         |             |                  |
| 1           | Belgien                                                                  | Niels Bruynseels                  | Cas de Liberte                 | 1           | (N.GES.)    |                      |          |         |             |                  |
| 1           | Belgien                                                                  |                                   |                                | 1           | 12          | 13                   |          |         | 256.000 zł  | 100              |
| 2           | Frankreich                                                               | Mathieu Billot                    | Shiva d'Amaury                 | (12)        | (9)         |                      |          |         |             |                  |
| 2           | Frankreich                                                               | Kevin Staut                       | For Joy van't Zorgvliet        | 4           | 0           |                      |          |         |             |                  |
| 2           | Frankreich                                                               | Olivier Robert                    | Eros                           | 0           | 0           |                      |          |         |             |                  |
| 2           | Frankreich                                                               | Nicolas Delmotte                  | Vagabond de la Pomme           | 4           | 8           |                      |          |         |             |                  |
| 2           | Frankreich                                                               |                                   |                                | 8           | 8           | 16                   |          |         | 170.000 zł  | 90               |
| 3           | Vereinigte Staaten (Mannschaft aus der Nord- und Zentralamerikadivision) | Lillie Keenan                     | Super Sox                      | (9)         | (8)         |                      |          |         |             |                  |
| 3           | Vereinigte Staaten (Mannschaft aus der Nord- und Zentralamerikadivision) | Jamie Barge                       | Luebbo                         | 4           | 5           |                      |          |         |             |                  |
| 3           | Vereinigte Staaten (Mannschaft aus der Nord- und Zentralamerikadivision) | Devin Ryan                        | Eddie Blue                     | 0           | 4           |                      |          |         |             |                  |
| 3           | Vereinigte Staaten (Mannschaft aus der Nord- und Zentralamerikadivision) | Margie Goldstein-Engle            | Royce                          | 4           | 4           |                      |          |         |             |                  |
| 3           | Vereinigte Staaten (Mannschaft aus der Nord- und Zentralamerikadivision) |                                   |                                | 8           | 13          | 21                   |          |         | 130.000 zł  | –                |
| 4           | Polen (Mannschaft aus der Europa-Division 2)                             |                                   |                                | 14          | 10          | 24                   |          |         | 110.000 zł  | –                |
| 4           | Schweden                                                                 |                                   |                                | 4           | 20          | 24                   |          |         | 110.000 zł  | 65               |
| 6           | Spanien                                                                  |                                   |                                | 10          | 17          | 27                   |          |         | 55.000 zł   | 55               |
| 7           | Italien                                                                  |                                   |                                | 13          | 16          | 29                   |          |         | 35.000 zł   | 50               |
| 8           | Deutschland                                                              | Janne Friederike Meyer-Zimmermann | Goja                           | 4           | (8)         |                      |          |         |             |                  |
| 8           | Deutschland                                                              | Denis Nielsen                     | DSP Cashmoaker                 | (4)         | 8           |                      |          |         |             |                  |
| 8           | Deutschland                                                              | Hans-Dieter Dreher                | Berlinda                       | 0           | 8           |                      |          |         |             |                  |
| 8           | Deutschland                                                              | Maurice Tebbel                    | Don Diarado                    | 4           | 8           |                      |          |         |             |                  |
| 8           | Deutschland                                                              |                                   |                                | 8           | 24          | 32                   |          |         | 27.000 zł   | 45               |

(Ausgeklammerte Strafpunkte zählen als Streichergebnis nicht für das Mannschaftsergebnis)

### Nationenpreis der Niederlande
Das Nationenpreisturnier der Niederlande feierte 2018 Jubiläum: 1948 wurde erstmals in Rotterdam ein Nationenpreis im Springreiten ausgerichtet. Im Jahr 2018 wurde der CHIO Rotterdam vom 21. bis 24. Juni 2018 durchgeführt.
Nach dem Nationenpreis von Sopot hatte der deutsche Bundestrainer Otto Becker kritisiert, dass die Leistung der deutschen Nationenpreismannschaften zurzeit nicht ausreicht, um in der ersten Division mithalten zu können. Es müsse ein Ruck durch die Aktiven gehen. Im Nationenpreis von Rotterdam brachte Becker einige seiner stärksten Reiter-Pferd-Paare an den Start und die Ansprache schien Wirkung zu zeigen: Die ersten drei Reiter der Equipe blieben ohne Fehler, Philipp Weishaupt konnte sein Pferd somit für den zweiten Umlauf schonen. Ebenso ein fehlerfreies Ergebnis hatte im ersten Umlauf Belgien.
Im zweiten Umlauf verhinderten Strafpunkte bei den ersten beiden deutschen Ritten ein komplettes Null-Fehler-Ergebnis für Deutschland. Belgien hingegen blieb drei Mal ohne Fehler und gewann den zweiten Nationenpreis in Folge.
|             | Mannschaft                                                               | Reiter              | Pferd                    | 1. Umlauf   | 2. Umlauf   | Strafpunkte (Gesamt) | Stechen  | Stechen | Preis- geld | Wertungs- punkte |
| Strafpunkte | Mannschaft                                                               | Reiter              | Pferd                    | Strafpunkte | Strafpunkte | Strafpunkte (Gesamt) | Zeit (s) |         | Preis- geld | Wertungs- punkte |
| ----------- | ------------------------------------------------------------------------ | ------------------- | ------------------------ | ----------- | ----------- | -------------------- | -------- | ------- | ----------- | ---------------- |
| 1           | Belgien                                                                  | Nicola Philippaerts | Chilli Willi             | 0           | 0           |                      |          |         |             |                  |
| 1           | Belgien                                                                  | Niels Bruynseels    | Cas de Liberte           | (13)        | 0           |                      |          |         |             |                  |
| 1           | Belgien                                                                  | Jos Verlooy         | Igor                     | 0           | 0           |                      |          |         |             |                  |
| 1           | Belgien                                                                  | Pieter Devos        | Espoir                   | 0           | (N.GES.)    |                      |          |         |             |                  |
| 1           | Belgien                                                                  |                     |                          | 0           | 0           | 0                    |          |         | 64.000 €    | 100              |
| 2           | Deutschland                                                              | Marcus Ehning       | Comme il faut            | 0           | 4           |                      |          |         |             |                  |
| 2           | Deutschland                                                              | Markus Beerbaum     | Cool Hand Luke           | 0           | (8)         |                      |          |         |             |                  |
| 2           | Deutschland                                                              | Laura Klaphake      | Catch me if you can      | 0           | 0           |                      |          |         |             |                  |
| 2           | Deutschland                                                              | Philipp Weishaupt   | Convall                  | (N.GES.)    | 0           |                      |          |         |             |                  |
| 2           | Deutschland                                                              |                     |                          | 0           | 4           | 4                    |          |         | 40.000 €    | 90               |
| 3           | Vereinigte Staaten (Mannschaft aus der Nord- und Zentralamerikadivision) | Beezie Madden       | Breitling                | 4           | (8)         |                      |          |         |             |                  |
| 3           | Vereinigte Staaten (Mannschaft aus der Nord- und Zentralamerikadivision) | Adrienne Sternlicht | Cristalline              | 0           | 4           |                      |          |         |             |                  |
| 3           | Vereinigte Staaten (Mannschaft aus der Nord- und Zentralamerikadivision) | Laura Kraut         | Zeremonie                | (4)         | 0           |                      |          |         |             |                  |
| 3           | Vereinigte Staaten (Mannschaft aus der Nord- und Zentralamerikadivision) | McLain Ward         | Clinta                   | 0           | 4           |                      |          |         |             |                  |
| 3           | Vereinigte Staaten (Mannschaft aus der Nord- und Zentralamerikadivision) |                     |                          | 4           | 8           | 12                   |          |         | 24.000 €    | –                |
| 3           | Niederlande                                                              | Harrie Smolders     | Don Z                    | 0           | 0           |                      |          |         |             |                  |
| 3           | Niederlande                                                              | Michel Hendrix      | Baileys                  | 8           | 4           |                      |          |         |             |                  |
| 3           | Niederlande                                                              | Marc Houtzager      | Calimero                 | 0           | 0           |                      |          |         |             |                  |
| 3           | Niederlande                                                              | Jur Vrieling        | Glasgow van't Merelsnest | (8)         | (12)        |                      |          |         |             |                  |
| 3           | Niederlande                                                              |                     |                          | 8           | 4           | 12                   |          |         | 24.000 €    | 70               |
| 3           | Schweiz                                                                  | Janika Sprunger     | Bacardi                  | 0           | 0           |                      |          |         |             |                  |
| 3           | Schweiz                                                                  | Niklaus Rutschi     | Cardano CH               | 4           | 4           |                      |          |         |             |                  |
| 3           | Schweiz                                                                  | Beat Mändli         | Dsarie                   | (8)         | 4           |                      |          |         |             |                  |
| 3           | Schweiz                                                                  | Steve Guerdat       | Alamo                    | (0)         | (12)        |                      |          |         |             |                  |
| 3           | Schweiz                                                                  |                     |                          | 4           | 8           | 12                   |          |         | 24.000 €    | 70               |
| 6           | Großbritannien                                                           |                     |                          | 8           | 8           | 16                   |          |         | 9.500 €     | 52,5             |
| 6           | Frankreich                                                               |                     |                          | 16          | 0           | 16                   |          |         | 9.500 €     | 52,5             |
| 8           | Schweden                                                                 |                     |                          | 15          | 4           | 19                   |          |         | 8.715 €     | 45               |

(Ausgeklammerte Strafpunkte zählen als Streichergebnis nicht für das Mannschaftsergebnis)

### Nationenpreis von Schweden
Alljährlicher Austragungsort des Nationenpreisturniers Schwedens ist das am Südwestzipfel des Landes gelegene Skanör med Falsterbo. Die Falsterbo Horse Show wurde vom 11. bis 15. Juli 2018 ausgerichtet.
Die acht Mannschaften traten am 15. Juli ab 13:00 Uhr im Nationenpreis an. Als Gastmannschaften aus anderen Ligen waren Dänemark und Norwegen am Start. Nach dem ersten Umlauf lagen die Mannschaften noch weitgehend eng beieinander, vier Equipen hatten vier oder weniger Strafpunkte erhalten. Spanien und Norwegen hingegen sammelten hier bereits jeweils 20 Strafpunkte und beendeten die Prüfung auch auf den letzten beiden Plätzen.
Am Ende des zweiten Umlaufs standen Irland, Italien, die Niederlande und Schweden punktgleich an der Spitze des Feldes, so dass ein Stechen erforderlich war. Jede der vier Mannschaften entsandte einen Reiter in das Stechen. Die vier Stechteilnehmer blieben im Stechen allesamt ohne Fehler, so dass die benötigte Zeit über den Sieg entschied. Johnny Pals und der Hengst Chat Botte du Ruisseau Z blieben als einzige unter 40 Sekunden und sicherten damit den Niederlanden den Gewinn des Nationenpreises.
|             | Mannschaft                                      | Reiter                    | Pferd                      | 1. Umlauf   | 2. Umlauf   | Strafpunkte (Gesamt) | Stechen  | Stechen | Preis- geld | Wertungs- punkte |
| Strafpunkte | Mannschaft                                      | Reiter                    | Pferd                      | Strafpunkte | Strafpunkte | Strafpunkte (Gesamt) | Zeit (s) |         | Preis- geld | Wertungs- punkte |
| ----------- | ----------------------------------------------- | ------------------------- | -------------------------- | ----------- | ----------- | -------------------- | -------- | ------- | ----------- | ---------------- |
| 1           | Niederlande                                     | Maikel van der Vleuten    | Idi Utopia                 | 4           | 0           |                      |          |         |             |                  |
| 1           | Niederlande                                     | Michel Hendrix            | Baileys                    | (AUSG)      | (N.GES.)    |                      |          |         |             |                  |
| 1           | Niederlande                                     | Johnny Pals               | Chat Botte du Ruisseau Z   | 0           | 0           | 0                    | 39,33    |         |             |                  |
| 1           | Niederlande                                     | Jur Vrieling              | Glasgow van't Merelsnest   | 0           | 0           |                      |          |         |             |                  |
| 1           | Niederlande                                     |                           |                            | 4           | 0           | 4                    | 0        | 39,33   | 64.000 €    | 100              |
| 2           | Irland                                          | Bertram Allen             | Gin Chin van het Lindenhof | 0           | 4           |                      |          |         |             |                  |
| 2           | Irland                                          | Mark McAuley              | Utchan de Belheme          | 0           | (4)         |                      |          |         |             |                  |
| 2           | Irland                                          | Daniel Coyle              | Cita                       | (12)        | 0           | 0                    | 40,47    |         |             |                  |
| 2           | Irland                                          | Paul O’Shea               | Machu Picchu               | 0           | 0           |                      |          |         |             |                  |
| 2           | Irland                                          |                           |                            | 0           | 4           | 4                    | 0        | 40,47   | 40.000 €    | 90               |
| 3           | Schweden                                        | Henrik von Eckermann      | Mary Lou                   | 4           | (4)         |                      | 0        | 41,52   |             |                  |
| 3           | Schweden                                        | Malin Baryard-Johnsson    | Indiana                    | 0           | 0           |                      |          |         |             |                  |
| 3           | Schweden                                        | Douglas Lindelöw          | Zacramento                 | (4)         | 0           |                      |          |         |             |                  |
| 3           | Schweden                                        | Peder Fredricson          | Christian K                | 0           | 0           |                      |          |         |             |                  |
| 3           | Schweden                                        |                           |                            | 4           | 0           | 4                    | 0        | 41,52   | 32.000 €    | 80               |
| 4           | Italien                                         | Luca Marziani             | Tokyo du Soleil            | 0           | 0           |                      | 0        | 42,71   |             |                  |
| 4           | Italien                                         | Giulia Martinengo Marquet | Verdine                    | (5)         | (4)         |                      |          |         |             |                  |
| 4           | Italien                                         | Piergiorgio Bucci         | Diesel GP du Bois Madame   | 4           | 0           |                      |          |         |             |                  |
| 4           | Italien                                         | Bruno Chimirri            | Tower Mouche               | 0           | 0           |                      |          |         |             |                  |
| 4           | Italien                                         |                           |                            | 4           | 0           | 4                    | 0        | 42,71   | 24.000 €    | 70               |
| 5           | Großbritannien                                  |                           |                            | 5           | 1           | 6                    |          |         | 16.000 €    | 60               |
| 6           | Dänemark (Mannschaft aus der Europa-Division 2) |                           |                            | 9           | 10          | 19                   |          |         | 11.000 €    | –                |
| 7           | Spanien                                         |                           |                            | 20          | 9           | 29                   |          |         | 8.000 €     | 50               |
| 8           | Norwegen (Mannschaft aus der Europa-Division 2) |                           |                            | 20          | 36          | 56                   |          |         | 5.000 €     | –                |

(Ausgeklammerte Strafpunkte zählen als Streichergebnis nicht für das Mannschaftsergebnis)

### Nationenpreis von Großbritannien
Die letzten beiden Etappen des Nations Cups fanden auf den britischen Inseln statt. Das Nationenpreisturnier von Großbritannien wurde in Hickstead in der Grafschaft West Sussex durchgeführt. Ausgetragen wurde die Royal International Horse Show vom 25. bis 29. Juli 2018.
Im Nationenpreis traten nur sieben Equipen an. Im ersten Umlauf kam es zu etlichen Fehlern, Großbritannien und Irland lagen nach dem ersten Umlauf mit je acht Strafpunkten in Führung. Im zweiten Umlauf bekamen beide Mannschaften die gleiche Anzahl an Strafpunkten hinzu, an der gemeinsamen Führung änderte sich somit nichts. Somit war ein Stechen erforderlich. Anthony Condon beendete den Stechparcours fehlerfrei über zwei Sekunden schneller als seine Konkurrentin Holly Smith. Dies brachte Irland den Sieg ein.
|             | Mannschaft                            | Reiter                       | Pferd                | 1. Umlauf   | 2. Umlauf   | Strafpunkte (Gesamt) | Stechen  | Stechen | Preis- geld | Wertungs- punkte |
| Strafpunkte | Mannschaft                            | Reiter                       | Pferd                | Strafpunkte | Strafpunkte | Strafpunkte (Gesamt) | Zeit (s) |         | Preis- geld | Wertungs- punkte |
| ----------- | ------------------------------------- | ---------------------------- | -------------------- | ----------- | ----------- | -------------------- | -------- | ------- | ----------- | ---------------- |
| 1           | Irland                                | Trevor Breen                 | Bombay               | 4           | 4           |                      |          |         |             |                  |
| 1           | Irland                                | Richie Moloney               | Freestyle de Muze    | 0           | 4           |                      |          |         |             |                  |
| 1           | Irland                                | Michael Duffy                | Top Contender        | 4           | 0           |                      |          |         |             |                  |
| 1           | Irland                                | Anthony Condon               | Aristio              | (4)         | (AUFG)      | 0                    | 41,29    |         |             |                  |
| 1           | Irland                                |                              |                      | 8           | 8           | 16                   | 0        | 41,29   | 64.714,28 € | 100              |
| 2           | Großbritannien                        | Scott Brash                  | Shelby               | (AUSG)      | (AUSG)      |                      |          |         |             |                  |
| 2           | Großbritannien                        | Holly Smith                  | Hearts Destiny       | 4           | 4           | 0                    | 43,39    |         |             |                  |
| 2           | Großbritannien                        | Amanda Derbyshire            | Luibanta             | 4           | 0           |                      |          |         |             |                  |
| 2           | Großbritannien                        | William Whitaker             | Utamaro d'Ecaussines | 0           | 4           |                      |          |         |             |                  |
| 2           | Großbritannien                        |                              |                      | 8           | 8           | 16                   | 0        | 43,39   | 40.714,28 € | 90               |
| 3           | Brasilien (Mannschaft aus Südamerika) | Felipe Amaral                | Premiere Carthoes    | 8           | 0           |                      |          |         |             |                  |
| 3           | Brasilien (Mannschaft aus Südamerika) | Pedro Junqueira Muylaert     | Prince Royal Z       | (12)        | 4           |                      |          |         |             |                  |
| 3           | Brasilien (Mannschaft aus Südamerika) | Luiz Felipe de Azevedo filho | Chaccomo             | 8           | (20)        |                      |          |         |             |                  |
| 3           | Brasilien (Mannschaft aus Südamerika) | Marlon Modolo Zanotelli      | Sirene de la Motte   | 0           | 0           |                      |          |         |             |                  |
| 3           | Brasilien (Mannschaft aus Südamerika) |                              |                      | 16          | 4           | 20                   |          |         | 32.714,28 € | –                |
| 4           | Schweden                              |                              |                      | 16          | 8           | 24                   |          |         | 24.714,28 € | 70               |
| 5           | Belgien                               |                              |                      | 9           | 16          | 25                   |          |         | 16.714,28 € | 60               |
| 6           | Italien                               |                              |                      | 17          | 13          | 30                   |          |         | 11.714,28 € | 55               |
| 7           | Niederlande                           |                              |                      | 16          | AUFG        | –                    |          |         | 8.714,28 €  | 50               |

(Ausgeklammerte Strafpunkte zählen als Streichergebnis nicht für das Mannschaftsergebnis)

### Nationenpreis von Irland
Das in Dublin ausgerichtete irische Nationenpreisturnier fand im Jahr 2018 vom 8. bis 12. August statt. Der Nationenpreis der traditionsreichen Dublin Horse Show stand im Gegensatz zu allen anderen Nationenpreisen des Longines FEI Jumping Nations Cup 2018 nicht am Sonntag auf dem Programm – die Veranstalter in Dublin behielten den Freitag als Nationenpreistag bei.
Zwei Gästeteams aus Nordamerika, die Vereinigten Staaten und Mexiko, ergänzten das Starterfeld der europäischen Equipen. Fehlerfrei lag nach dem ersten Umlauf Irland auf den ersten Platz, Italien folgte mit vier Strafpunkten auf Rang zwei. Doch das Ergebnis wurde im zweiten Umlauf völlig durcheinander geworfen: Bei ihren zweiten Ritten blieb keiner der irischen Mannschaftsreiter ohne Fehler. Irland kam nun auf 12 Strafpunkte. Das gleiche Endergebnis hatten auch Frankreich und Italien, so dass sich diese drei Equipen Rang zwei teilten. Mexiko hatten nach dem ersten Umlauf acht Strafpunkte als Zwischenergebnis gehabt. Im zweiten Umlauf blieben die Mexikaner jedoch ohne weitere Fehler und standen damit am Ende der Prüfung auf dem ersten Platz.
|             | Mannschaft                                                               | Reiter              | Pferd                    | 1. Umlauf   | 2. Umlauf   | Strafpunkte (Gesamt) | Stechen  | Stechen | Preis- geld | Wertungs- punkte |
| Strafpunkte | Mannschaft                                                               | Reiter              | Pferd                    | Strafpunkte | Strafpunkte | Strafpunkte (Gesamt) | Zeit (s) |         | Preis- geld | Wertungs- punkte |
| ----------- | ------------------------------------------------------------------------ | ------------------- | ------------------------ | ----------- | ----------- | -------------------- | -------- | ------- | ----------- | ---------------- |
| 1           | Mexiko (Mannschaft aus der Nord- und Zentralamerikadivision)             | Eugenio Garza Pérez | Victer Finn Z            | (12)        | 0           |                      |          |         |             |                  |
| 1           | Mexiko (Mannschaft aus der Nord- und Zentralamerikadivision)             | Federico Fernández  | Landpeter do Feroleto    | 4           | (4)         |                      |          |         |             |                  |
| 1           | Mexiko (Mannschaft aus der Nord- und Zentralamerikadivision)             | Patricio Pasquel    | Babel                    | 0           | 0           |                      |          |         |             |                  |
| 1           | Mexiko (Mannschaft aus der Nord- und Zentralamerikadivision)             | Enrique González    | Chacna                   | 4           | 0           |                      |          |         |             |                  |
| 1           | Mexiko (Mannschaft aus der Nord- und Zentralamerikadivision)             |                     |                          | 8           | 0           | 8                    |          |         | 64.000 €    | –                |
| 2           | Irland                                                                   | Shane Sweetnam      | Main Road                | 0           | 4           |                      |          |         |             |                  |
| 2           | Irland                                                                   | Mark McAuley        | Utchan de Belheme        | 0           | (AUSG)      |                      |          |         |             |                  |
| 2           | Irland                                                                   | Paul O’Shea         | Machu Picchu             | (4)         | 4           |                      |          |         |             |                  |
| 2           | Irland                                                                   | Cameron Hanley      | Quirex                   | 0           | 4           |                      |          |         |             |                  |
| 2           | Irland                                                                   |                     |                          | 0           | 12          | 12                   |          |         | 32.000 €    | 80               |
| 2           | Frankreich                                                               | Kevin Staut         | For Joy van't Zorgvliet  | (8)         | 4           |                      |          |         |             |                  |
| 2           | Frankreich                                                               | Alexandra Francart  | Volnay du Boisdeville    | 0           | 0           |                      |          |         |             |                  |
| 2           | Frankreich                                                               | Alexis Deroubaix    | Timon d'Aure             | 4           | 0           |                      |          |         |             |                  |
| 2           | Frankreich                                                               | Mathieu Billot      | Quel Filou               | 4           | (15)        |                      |          |         |             |                  |
| 2           | Frankreich                                                               |                     |                          | 8           | 4           | 12                   |          |         | 32.000 €    | 80               |
| 2           | Italien                                                                  | Luca Marziani       | Tokyo du Soleil          | 0           | 0           |                      |          |         |             |                  |
| 2           | Italien                                                                  | Bruno Chimirri      | Tower Mouche             | 4           | (8)         |                      |          |         |             |                  |
| 2           | Italien                                                                  | Piergiorgio Bucci   | Diesel GP du Bois Madame | (8)         | 4           |                      |          |         |             |                  |
| 2           | Italien                                                                  | Lorenzo de Luca     | Irenice Horta            | 0           | 4           |                      |          |         |             |                  |
| 2           | Italien                                                                  |                     |                          | 4           | 8           | 12                   |          |         | 32.000 €    | 80               |
| 5           | Vereinigte Staaten (Mannschaft aus der Nord- und Zentralamerikadivision) |                     |                          | 8           | 8           | 16                   |          |         | 16.000 €    | –                |
| 6           | Großbritannien                                                           |                     |                          | 16          | 5           | 21                   |          |         | 11.000 €    | 55               |
| 7           | Niederlande                                                              |                     |                          | 24          | 8           | 32                   |          |         | 8.000 €     | 50               |
| 8           | Schweiz                                                                  | Werner Muff         | Jazoe van't Steenpaal    | 12          | (N.GES.)    |                      |          |         |             |                  |
| 8           | Schweiz                                                                  | Paul Estermann      | Curtis Sitte             | (16)        | 9           |                      |          |         |             |                  |
| 8           | Schweiz                                                                  | Arthur da Silva     | Inonstop van't Voorhof   | 4           | 5           |                      |          |         |             |                  |
| 8           | Schweiz                                                                  | Steve Guerdat       | Alamo                    | 0           | 4           |                      |          |         |             |                  |
| 8           | Schweiz                                                                  |                     |                          | 16          | 18          | 34                   |          |         | 5.000 €     | 45               |

(Ausgeklammerte Strafpunkte zählen als Streichergebnis nicht für das Mannschaftsergebnis)

### Gesamtwertung Europa-Division 1
Für das Nations Cups-Finale qualifizierten sich aus der Europa-Division 1 die sieben bestplatzierten Mannschaften der Gesamtwertung. Die Mannschaften konnten jeweils an fünf Etappen teilnehmen, die dort erzielten Wertungspunkte gingen in die Wertung ein.
Keine Mannschaften dominierte die Saison deutlich: Belgien mit zwei Siegen und Irland mit drei Top-zwei-Platzierungen lagen auf den ersten beiden Plätzen der Gesamtwertung. Die Schweiz verpasste durch einen letzten Platz in Dublin ihre Chance auf den Spitzenplatz und kam auf Rang drei. Eng ging es zwischen Platz sechs und neun zu, gerade einmal fünf Wertungspunkte trennten diese vier Nationen. Für Deutschland, dass am Ende der grünen Saison bei den Weltreiterspielen einen Podestplatz errang, startete die Saison schlecht: Man hatte die ersten fünf Nationenpreise für seine Teilnahme gewählt. Einzig der zweite Platz bei der fünften Chance, Wertungspunkte zu sammeln, konnte den eigenen Ansprüchen genügen. Die deutsche Equipe verpasste die direkte Qualifikation für Barcelona.
|    |                | SVK  | FRA | SUI | POL | NED  | SWE | GBR | IRL | Wertungs- punkte |
| -- | -------------- | ---- | --- | --- | --- | ---- | --- | --- | --- | ---------------- |
| 1  | Belgien        | 80   | –   | 80  | 100 | 100  | –   | 60  | –   | 420              |
| 2  | Irland         | 90   | 55  | –   | –   | –    | 90  | 100 | 80  | 415              |
| 3  | Schweiz        | 100  | 80  | 90  | –   | 70   | –   | –   | 45  | 385              |
| 4  | Frankreich     | –    | 50  | 100 | 90  | 52,5 | –   | –   | 80  | 372,5            |
| 5  | Niederlande    | –    | 90  | –   | –   | 70   | 100 | 50  | 50  | 360              |
| 6  | Großbritannien | –    | –   | 60  | –   | 52,5 | 60  | 90  | 55  | 317,5            |
| 7  | Schweden       | 57,5 | –   | –   | 65  | 45   | 80  | 70  | –   | 317,5            |
| 8  | Deutschland    | 50   | 60  | 70  | 45  | 90   | –   | –   | –   | 315              |
| 9  | Italien        | 57,5 | –   | –   | 50  | –    | 70  | 55  | 80  | 312,5            |
| 10 | Spanien        | 45   | 70  | 55  | 55  | –    | 50  | –   | –   | 275              |

## Europa-Division 2
Der Europa-Division 2 gehören alle europäischen Mannschaften an, die nicht für die Europa-Division 1 des Jahres 2018 qualifiziert waren.
Die Europa-Division 2 wandelte im Vergleich zum Vorjahr völlig ihren Ablauf und Charakter: Die Division selbst bestand nur noch aus einem (Final-)Turnier, welches zeitgleich zur letzten Etappe der Europa-Division 1 in Budapest durchgeführt wurde. Um an diesem Finale teilnehmen zu können, mussten sich die Nationen über eine von vier Gruppen qualifizieren. Die Nationen waren dabei wie folgend aufgeteilt:
| Gruppe   | Nationen                                                           | Startplätze für Budapest | Qualifizierte Nationen              |
| -------- | ------------------------------------------------------------------ | ------------------------ | ----------------------------------- |
| Gruppe A | Türkei, Griechenland, Bulgarien und Rumänien                       | 2                        | Griechenland und Bulgarien          |
| Gruppe B | Estland, Lettland, Litauen, Russland, Weißrussland und die Ukraine | 1                        | Ukraine                             |
| Gruppe C | Ungarn, Slowakei, Slowenien, Tschechien, Österreich und Portugal   | 3                        | Portugal, Österreich und Tschechien |
| Gruppe D | Norwegen, Dänemark, Polen, Finnland, Luxemburg                     | 2                        | Polen und Norwegen                  |

Die sechs ausgetragenen Qualifikations-Nationenpreise dienten jeweils Gruppen als Wertungsprüfung:
- CSIO3* Linz: Gruppen B und C
- CSIO3* Drammen: Gruppen B und D
- CSIO3* Uggerhalne: Gruppen B und D
- CSIO3* Lissabon: Gruppen B und C
- CSIO2* Athen: Gruppen A und B
- CSIO1* Boschurischte: Gruppen A und B

### Nationenpreis von Budapest
Das zum CSIO 5* aufgewertete Nationenpreisturnier Ungarns wurde vom 9. bis 12. August 2018 in Budapest ausgetragen. Es fand auf dem Areal der direkt gegenüber dem Ostbahnhof gelegenen Nationalen Reithalle (Nemzeti Lovarda) statt.
Der Nationenpreis wurde am 12. August ab 13:00 Uhr durchgeführt. Es traten bis auf die Ukraine alle qualifizierten Mannschaften an. Nach dem ersten Umlauf war der Ausgang der Prüfung noch offen: Österreich lag ohne Fehler in Führung, auf Rang zwei folgten Ungarn, Portugal und Tschechien mit je vier Strafpunkten. Während sich das Ergebnis aller übrigen Mannschaften im zweiten Umlauf auf 12 oder mehr Strafpunkte erhöhte, blieb Österreichs Equipe erneut ohne Fehler. Österreich (Sieger) und Ungarn (Platz zwei) qualifizierten sich damit für das Nations-Cup-Finale in Barcelona.
|             | Mannschaft   | Reiter                    | Pferd              | 1. Umlauf   | 2. Umlauf   | Strafpunkte (Gesamt) | Stechen  | Stechen | Preis- geld |
| Strafpunkte | Mannschaft   | Reiter                    | Pferd              | Strafpunkte | Strafpunkte | Strafpunkte (Gesamt) | Zeit (s) |         | Preis- geld |
| ----------- | ------------ | ------------------------- | ------------------ | ----------- | ----------- | -------------------- | -------- | ------- | ----------- |
| 1           | Österreich   | Christian Rhomberg        | Saphyr des Lacs    | (8)         | 0           |                      |          |         |             |
| 1           | Österreich   | Julia Houtzager-Kayser    | Cayetano Z         | 0           | 0           |                      |          |         |             |
| 1           | Österreich   | Felix Koller              | Captain Future     | 0           | 0           |                      |          |         |             |
| 1           | Österreich   | Max Kühner                | Final              | 0           | (4)         |                      |          |         |             |
| 1           | Österreich   |                           |                    | 0           | 0           | 0                    |          |         | 64.312,50 € |
| 2           | Ungarn       | Szabolcs Krucsó           | Chacco Blue II     | 0           | 4           |                      |          |         |             |
| 2           | Ungarn       | Gábor Szabó jr.           | Bolcsesz           | 4           | 0           |                      |          |         |             |
| 2           | Ungarn       | András Kövy jr.           | Heureka            | (8)         | (9)         |                      |          |         |             |
| 2           | Ungarn       | Balázs Horváth            | Zordon             | 0           | 4           |                      |          |         |             |
| 2           | Ungarn       |                           |                    | 4           | 8           | 12                   |          |         | 40.312,50 € |
| 3           | Norwegen     | Victoria Gulliksen        | Deville            | 1           | 4           |                      |          |         |             |
| 3           | Norwegen     | Lisa Ulven                | Didi de Goedereede | 8           | (4)         |                      |          |         |             |
| 3           | Norwegen     | Johan-Sebastian Gulliksen | David Guetta       | (8)         | 0           |                      |          |         |             |
| 3           | Norwegen     | Geir Gulliksen            | Exit of Ice Z      | 0           | 0           |                      |          |         |             |
| 3           | Norwegen     |                           |                    | 9           | 4           | 13                   |          |         | 32.312,50 € |
| 4           | Portugal     | Rodrigo Giesteira Almeida | Chopin's Bushi     | 0           | 8           |                      |          |         |             |
| 4           | Portugal     | Duarte Seabra             | Curra Quinn        | 0           | 8           |                      |          |         |             |
| 4           | Portugal     | Luis Sabino Gonçalves     | Unesco du Rouet    | 4           | (8)         |                      |          |         |             |
| 4           | Portugal     | Luciana Diniz             | Lennox             | (4)         | 0           |                      |          |         |             |
| 4           | Portugal     |                           |                    | 4           | 16          | 20                   |          |         | 24.312,50 € |
| 5           | Tschechien   |                           |                    | 4           | 16          | 20                   |          |         | 16.312,50 € |
| 6           | Polen        |                           |                    | 16          | 8           | 24                   |          |         | 11.312,50 € |
| 7           | Griechenland |                           |                    | 21          | 17          | 38                   |          |         | 8.312,50 €  |
| 8           | Bulgarien    |                           |                    | 12          | 40          | 52                   |          |         | 2.312,50 €  |

(Ausgeklammerte Strafpunkte zählen als Streichergebnis nicht für das Mannschaftsergebnis)

## Finale

### Allgemeines
Barcelona war auch im sechsten Jahr in Folge Austragungsort des Nations-Cup-Finals. Der CSIO Barcelona wurde vom 5. bis 7. Oktober 2018 auf dem Gelände des Real Club de Polo de Barcelona durchgeführt.
Der Ablauf des Finalturniers wurde grundlegend umgestellt: Wie bei fast allen Wertungsprüfungen, so wurde auch beim Finale der entscheidende Nationenpreis auf den Sonntagnachmittag verlegt. Der seit über 100 Jahren ausgerichtete Große Preis entfiel im Gegenzug.
Erste Prüfung für alle Mannschaften des Finals war eine Springprüfung nach Fehlern (mit einem Umlauf) auf Freitagabend. Aus dieser Prüfung qualifizierten sich für die Abschlussprüfung die besten acht Mannschaften. Jene Abschlussprüfung war als Springprüfung nach Fehlern und Zeit ausgeschrieben. Die Fehler aus der ersten Prüfung wurden nicht in die Abschlussprüfung mitgenommen. Bei einem Gleichstand auf dem ersten Platz wäre die Abschlussprüfung in einem Stechen entschieden worden, in dem dann noch pro Equipe drei Reiter gestartet wären.
Für die Mannschaften, die sich aus der ersten Prüfung des Finals nicht für die Abschlussprüfung qualifizierten, war mit dem Challenge Cup eine Trostprüfung vorgesehen. Diese Prüfung war wie die Abschlussprüfung als Springprüfung mit einmalig möglichen Stechen ausgeschrieben, im Normalumlauf spielte Zeit jedoch nur im Bezug auf Zeitstrafpunkte eine Rolle.

### Mannschaften
Dem Nations-Cup-Reglement entsprechend qualifizierten sich 18 Mannschaften für das Finale.
Aus den Divisionen waren dies folgende Mannschaften:
- Europa-Division 1:  Belgien,  Irland,  Schweiz,  Frankreich,  Niederlande,  Großbritannien,  Schweden
- Europa-Division 2:  Österreich,  Ungarn
- Nahost-Division:  Vereinigte Arabische Emirate,  Saudi-Arabien,  Katar
- Nord- und Zentralamerikadivision:  Kanada,  Vereinigte Staaten

Aus den Regionen ohne Nationenpreisdivisionen wurden folgende Mannschaften für das Finalturnier benannt:
- Südamerika:  Brasilien (der zweite Startplatz wurde nicht vergeben)
- Asien/Australasien:  Neuseeland,  Japan
- Afrika:  Ägypten

Da das Nations-Cup-Finale nur zwei Wochen nach den in Nordamerika ausgerichteten Weltreiterspielen stattfand, verzichteten viele nicht-europäische Nationen auf den Start in Barcelona. Aus Asien/Australasien und Afrika erklärten alle qualifizierten Mannschaften den Teilnahmeverzicht. Aus dem Nahen Osten verzichteten Saudi-Arabien und Katar. Katar hatte sich über eine Sonderregel qualifiziert (Eine dritte Mannschaft aus dem Nahen Osten konnte für das Nations-Cup-Finale einen Startplatz erhalten, wenn politische Gründe einen Start beim Qualifikations-Nationenpreis des Nahen Ostens nicht möglich machten. Die politischen Gründe resultierten aus der Katar-Krise). Aus der Europa-Division 2 verzichtete Ungarn auf die Teilnahme.
Somit wurden etliche Startplätze frei, die den zwei nicht qualifizierten Mannschaften der Europa-Division 1 (Deutschland und Italien) einen Start in Barcelona ermöglichten.

### Ergebnisse

#### Qualifikationsprüfung
In der Qualifikationsprüfung, in der kein Preisgeld vergeben wurde, traten 15 Mannschaften an. Wie bereits im Finale der Europa-Division 2 kam auch hier Österreich ohne Hindernisfehler (in Barcelona jedoch mit einem Zeitstrafpunkt) auf den ersten Rang. Den Spitzenrang teilten sich die Österreicher mit Italien.
Die Entscheidung um den Einzug in die Abschlussprüfung war eng: Vier Nationen hatten punktgleich acht Strafpunkte gesammelt. Obwohl in dieser Prüfung die benötigte Zeit an sich keine Rolle spielte, wurde sie zum entscheidenden Faktor. Die zwei Mannschaften hiervon, die weniger als 228 Sekunden benötigt hatten (Schweiz und Frankreich), wurden auf Rang sieben geführt. Jene zwei Mannschaften dieser Vierergruppe, die langsamer waren, wurden hingegen auf Rang neun geführt und verpassten damit den Einzug in die Abschlussprüfung. Dies betraf Deutschland und die Vereinigten Staaten. Gastgeber Spanien bestätigte seine mäßige Saisonleistung und wurde Letzter.
|    | Mannschaft                   | Strafpunkte | Zeit (s) |
| -- | ---------------------------- | ----------- | -------- |
| 1  | Österreich                   | 1           |          |
| 1  | Italien                      | 1           |          |
| 3  | Schweden                     | 4           |          |
| 3  | Belgien                      | 4           |          |
| 3  | Niederlande                  | 4           |          |
| 6  | Irland                       | 5           |          |
| 7  | Schweiz                      | 8           | 226,89   |
| 7  | Frankreich                   | 8           | 227,48   |
| 9  | Deutschland                  | 8           | 228,24   |
| 9  | Vereinigte Staaten           | 8           | 231,20   |
| 11 | Kanada                       | 9           |          |
| 12 | Großbritannien               | 12          |          |
| 12 | Brasilien                    | 12          |          |
| 14 | Vereinigte Arabische Emirate | 30          |          |
| 15 | Spanien                      | 34          |          |

(Ausgeklammerte Strafpunkte zählen als Streichergebnis nicht für das Mannschaftsergebnis)

#### Trostprüfung
Für die deutsche Equipe endete die Nationenpreissaison noch einmal mit einem versöhnlichen Abschluss: Begonnen mit einem schwachen Saisonstart, folgte nach Siegen in den hochdotierten Nationenpreisen von Aachen und Calgary und der Mannschaftsbronzemedaille bei der Weltmeisterschaft ein Sieg im Challenge Cup von Barcelona.
Auf den zweiten Rang kam die zweite Mannschaft, die knapp die Finalprüfung des Nations-Cup-Finales verpasst hatte, die Vereinigten Staaten. Die Vereinigten Arabischen Emirate, im Vorjahr noch Sieger des Challenge Cups, kamen hier im Jahr 2018 auf den letzten Rang.
|   | Mannschaft                   | Reiter                       | Pferd                        | Strafpunkte | Preisgeld |
| - | ---------------------------- | ---------------------------- | ---------------------------- | ----------- | --------- |
| 1 | Deutschland                  | Philipp Weishaupt            | Asathir                      | 0           |           |
| 1 | Deutschland                  | Hans-Dieter Dreher           | Berlinda                     | (9)         |           |
| 1 | Deutschland                  | Maurice Tebbel               | Chaccos' Son                 | 5           |           |
| 1 | Deutschland                  | Marcus Ehning                | Comme il faut                | 0           |           |
| 1 | Deutschland                  |                              |                              | 5           | 68.215 €  |
| 2 | Vereinigte Staaten           | Jessica Springsteen          | Zecilie                      | (AUFG)      |           |
| 2 | Vereinigte Staaten           | Andrew Kocher                | Kahlua                       | 8           |           |
| 2 | Vereinigte Staaten           | Alex Granato                 | Carlchen W                   | 0           |           |
| 2 | Vereinigte Staaten           | Lucy Deslauriers             | Hester                       | 1           |           |
| 2 | Vereinigte Staaten           |                              |                              | 9           | 63.215 €  |
| 3 | Brasilien                    | Felipe Amaral                | Germanico T                  | (11)        |           |
| 3 | Brasilien                    | Karina Johannpeter           | Casper                       | 6           |           |
| 3 | Brasilien                    | Stephan de Freitas Barcha    | Artois d'Avillon             | 4           |           |
| 3 | Brasilien                    | Marlon Modolo Zanotelli      | Sirene de la Motte           | 0           |           |
| 3 | Brasilien                    |                              |                              | 10          | 53.215 €  |
| 4 | Spanien                      | Eduardo Álvarez Aznar        | Seringat                     | 0           |           |
| 4 | Spanien                      | Pilar Lucrecia Cordon        | Galine La Cour               | 9           |           |
| 4 | Spanien                      | Mikel Aizpurua Quiroga       | Cartanya                     | 6           |           |
| 4 | Spanien                      | Manuel Fernandez Saro        | Usador du Rouet              | (AUFG)      |           |
| 4 | Spanien                      |                              |                              | 15          | 43.215 €  |
| 5 | Kanada                       | Kanada                       | Kanada                       | 16          | 33.215 €  |
| 6 | Großbritannien               | Großbritannien               | Großbritannien               | 20          | 23.215 €  |
| 7 | Vereinigte Arabische Emirate | Vereinigte Arabische Emirate | Vereinigte Arabische Emirate | 40          | 15.715 €  |

(Ausgeklammerte Strafpunkte zählen als Streichergebnis nicht für das Mannschaftsergebnis)

#### Abschlussprüfung (Nations-Cup-Finale 2018)
Durch die Verlegung der Finalprüfung auf den Sonntag fand sie nicht wie im Vorjahr unter Flutlicht statt. Beginn der Prüfung war 15:00 Uhr. Dem Anlass entsprechend war die Prüfung herausfordernd, nur vier Reiter blieben mit ihren Pferden ohne Fehler. Die Schweizer Equipe, die nicht mit ihrer stärksten Mannschaft am Start war, hatte einen schwarzen Tag und sammelte 32 Strafpunkte. Dies brachte ihnen den achten Platz ein. Österreich konnte nicht mehr an die Leistungen der Qualifikationsprüfung anknüpfen und kam auf Rang sieben.
Die Podestplätze sicherten drei Mannschaften, die kurz zuvor bei den Weltreiterspielen ihren Zielen nicht gerecht geworden waren: Die von Rodrigo Pessoa trainierten Reiter des Europameisters Irland kamen mit einem geschlossen soliden Mannschaftsleistung (zwei Mal vier und zwei Mal acht Strafpunkte) in Barcelona auf Rang drei. Rang zwei ging an Olympiasieger Frankreich. Die Franzosen hatten in Tryon die Olympiaqualifikation für 2020 nicht geschafft, kamen unter Ausnutzung des Streichergebnisses in Barcelona wie Irland auf 16 Strafpunkte. Die über sieben Sekunden schnellere benötigte Zeit brachte ihnen den Silberrang.
Belgien, vor einigen Jahren noch „Fahrstuhlmannschaft“ zwischen den Nationenpreisligen, hatte sich zu einer der stärksten Mannschaften im Springsport gemausert. Seit 2017 von Peter Weinberg trainiert, gelang 2017 der vierte Platz bei den Europameisterschaften, der klare Sieg der Europa-Division 2 und ein dritter Platz im Nations-Cup-Finale. 2018 schloss sich der Sieg in der Europa-Division 1 an. Während die Belgier bei den Weltreiterspielen 2018 knapp die Qualifikation für den Umlauf der besten zehn Nationen verpasste, wetzen sie die Scharte in Barcelona wieder aus: Mit einer gemischten Mannschaftsleistung, aber als alleinige Equipe mit zwei Nullrunden, reichte es für den Sieg des Nations-Cup-Finals.
|             | Mannschaft  | Reiter                  | Pferd                   | 1. Umlauf | 1. Umlauf | Preis- geld |
| Strafpunkte | Mannschaft  | Reiter                  | Pferd                   | Zeit (s)  |           | Preis- geld |
| ----------- | ----------- | ----------------------- | ----------------------- | --------- | --------- | ----------- |
| 1           | Belgien     | Niels Bruynseels        | Gancia de Muze          | 0         |           |             |
| 1           | Belgien     | Pieter Devos            | Claire Z                | (12)      |           |             |
| 1           | Belgien     | Jos Verlooy             | Caracas                 | 12        |           |             |
| 1           | Belgien     | Nicola Philippaerts     | Harley v/d Bisschop     | 0         |           |             |
| 1           | Belgien     |                         |                         | 12        | 228,40    | 417.000 €   |
| 2           | Frankreich  | Kevin Staut             | For Joy van't Zorgvliet | 4         |           |             |
| 2           | Frankreich  | Cedric Angot            | Saxo de la Cour         | 4         |           |             |
| 2           | Frankreich  | Mathieu Billot          | Quel Filou              | (17)      |           |             |
| 2           | Frankreich  | Olivier Robert          | Eros                    | 8         |           |             |
| 2           | Frankreich  |                         |                         | 16        | 223,69    | 251.000 €   |
| 3           | Irland      | Billy Twomey            | Kimba Flamenco          | 4         |           |             |
| 3           | Irland      | Anthony Condon          | Aristio                 | 4         |           |             |
| 3           | Irland      | Michael G. Duffy        | Lapuccino               | (8)       |           |             |
| 3           | Irland      | Darragh Kenny           | Balou du Reventon       | 8         |           |             |
| 3           | Irland      |                         |                         | 16        | 231,13    | 167.000 €   |
| 4           | Italien     | Luca Marziani           | Tokyo du Soleil         | 8         |           |             |
| 4           | Italien     | Riccardo Pisani         | Chaclot                 | 0         |           |             |
| 4           | Italien     | Bruno Chimirri          | Tower Mouche            | 8         |           |             |
| 4           | Italien     | Lorenzo de Luca         | Ensor de Litrange LXII  | (8)       |           |             |
| 4           | Italien     |                         |                         | 16        | 232,89    | 113.000 €   |
| 5           | Niederlande | Frank Schuttert         | Chianti's Champion      | (8)       |           |             |
| 5           | Niederlande | Leopold van Asten       | Beauty                  | 8         |           |             |
| 5           | Niederlande | Marc Houtzager          | Calimero                | 4         |           |             |
| 5           | Niederlande | Harrie Smolders         | Emerald                 | 4         |           |             |
| 5           | Niederlande |                         |                         | 16        | 233,85    | 91.000 €    |
| 6           | Schweden    | Jonna Ekberg            | Univers du Vinnebus     | (20)      |           |             |
| 6           | Schweden    | Stephanie Holmen        | Flip's Little Sparrow   | 12        |           |             |
| 6           | Schweden    | Irma Karlsson           | Ida van de Bisschop     | 8         |           |             |
| 6           | Schweden    | Peder Fredricson        | Catch me not S          | 0         |           |             |
| 6           | Schweden    |                         |                         | 20        | 229,44    | 75.000 €    |
| 7           | Österreich  | Roland Englbrecht       | Chambery                | (17)      |           |             |
| 7           | Österreich  | Julia Houtzager-Kayser  | Cayetano Z              | 4         |           |             |
| 7           | Österreich  | Felix Koller            | Captain Future          | 12        |           |             |
| 7           | Österreich  | Max Kühner              | Final                   | 4         |           |             |
| 7           | Österreich  |                         |                         | 20        | 235,13    | 70.000 €    |
| 8           | Schweiz     | Barbara Schnieper       | Cicero F                | 12        |           |             |
| 8           | Schweiz     | Bryan Balsiger          | Clouzot de Lassus       | 8         |           |             |
| 8           | Schweiz     | Arthur Gustavo da Silva | Inonstop van't Voorhof  | 16        |           |             |
| 8           | Schweiz     | Steve Guerdat           | Alamo                   | 12        |           |             |
| 8           | Schweiz     |                         |                         | 32        | 231,88    | 66.000 €    |

(Ausgeklammerte Strafpunkte zählen als Streichergebnis nicht für das Mannschaftsergebnis)